# 金皮
金皮（英語：Gympie）是澳洲昆士兰州东南部的一座城市，是金皮區政府的所在地，约在布里斯本以北160公里处。它位于玛丽河之上，最初是放牧地，1867年詹姆斯·纳什（James Nash）在此处发现金矿，使该市得以繁荣。布鲁斯高速公路途经该处。